# Субахтымахи
Субахтымахи (дарг. Субахътимахьи) — село в Левашинском районе Дагестана. Входит в состав сельского поселения Сельсовет Мекегинский.

## География
Расположено в 19 км к юго-востоку от районного центра села Леваши, в верховье реки Гамриозень.

## Население
| 1926 | 1939 | 1970 | 1989 | 2002 | 2010 | 2021 |
| ---- | ---- | ---- | ---- | ---- | ---- | ---- |
| 71   | ↗159 | ↗236 | ↘24  | ↗81  | ↘19  | ↗33  |